# سیارک ۸۴۱۳
سیارک ۸۴۱۳ (به انگلیسی: 8413 Kawakami، نامگذاری:1996TV10) هشت هزار و وچهارصد و سیزدهمین سیارک کشف شده‌است که در ۹ اکتبر ۱۹۹۶ کشف شد.
قدر مطلق سیارک برابر ۱۳٫۹۰ است.